# Chytriomyces lucidus
Chytriomyces lucidus är en svampart som beskrevs av Karling 1949. Chytriomyces lucidus ingår i släktet Chytriomyces och familjen Chytridiaceae.   Inga underarter finns listade i Catalogue of Life.